# Miss Univers 1976

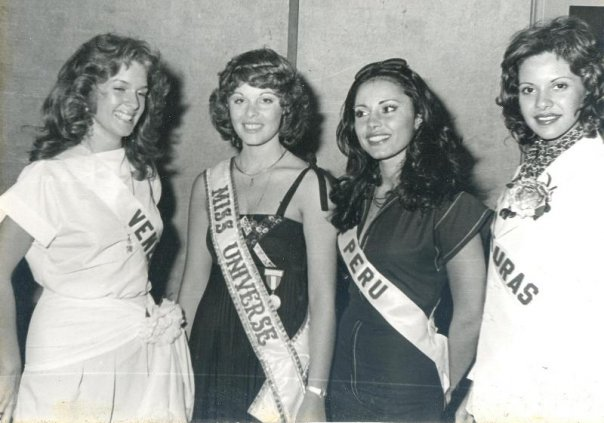
Miss Univers 1977

Miss Univers 1976, 25e édition du concours de Miss Univers, a eu lieu le 11 juillet 1976, au Théâtre Lee, à Hong Kong.
Rina Messinger, Miss Israël, a remporté le prix. Pour la première fois dans l'histoire du concours, la représentante des États-Unis a été éliminée avant les demi-finales.

## Résultats
| Classement final  | Candidates |
| ----------------- | --- |
| Miss Univers 1976 | - Israël - Rina Messinger |
| 1re dauphine      | - Venezuela - Judith Castillo |
| 2e dauphine       | - Pays de Galles - Sian Adey-Jones |
| 3e dauphine       | - Écosse - Carol Jean Grant |
| 4e dauphine       | - Australie - Julie Anne Ismay |
| Top 12            | - Argentine - Lilian Noemí Deasti - Chili - Verónica Sommers - Colombie - María Elena Reyes Abisambra - Curaçao - Anneke Dijkhuizen - Angleterre - Pauline Davies - Hong Kong - Rowena Lam - Norvège - Bente Lihaug |

## Prix spéciaux
| Prix                      | Candidates                               |
| ------------------------- | ---------------------------------------- |
| Meilleur costume national | - Pérou - Rocío Rita Lazcano Mujica      |
| Miss Congénialité         | - Trinité-et-Tobago - Margaret McFarlane |
| Miss Photogénique         | - Angleterre - Pauline Davies            |

## Ordre d'annonce des finalistes
| 1. Angleterre 2. Curaçao 3. Hong Kong 4. Israël 5. Argentine 6. Australie 7. Norvège 8. Chili 9. Colombie 10. Pays de Galles 11. Venezuela 12. Écosse | 1. Israël 2. Écosse 3. Australie 4. Pays de Galles 5. Venezuela |

## Candidates
| - Argentine - Lilian Noemi De Asti - Aruba - Cynthia Marlene Bruin - Australie - Julie Anne Ismay - Autriche - Heidi-Marie Passian - Bahamas - Sharon Elaine Smith - Barbade - Jewell Sharon Nightingale - Belgique - Yvette Maria Aelbrecht - Bermudes - Vivienne Anne Hollis - Bolivie - Carolina Elisa Aramayo Esteves - Brésil - Katia Celestina Moretto - Canada - Normande Jacques - Chili - Maria Veronica Sommer - Colombie - Maria Helena Reyes Abisambra - Costa Rica - Silvia Jiminez Pacheco - Curaçao - Anneke Dijkhuizen - Danemark - Brigitte Trolle - République dominicaine - Norma Lora - Équateur - Gilda Plaza - Salvador - Mireya Carolina Calderon Tovar - Angleterre - Pauline Davies - Finlande - Suvi Lukkarinen - France - Monique Uldaric - Allemagne - Birgit Margot Hamer - Grèce - Melina Michailidou - Guam - Pilar Martha Laguana - Guatemala - Blanca Alicia Montenegro - Pays-Bas - Nannetje Johanna Nielen - Honduras - Victoria Alejandra Pineda Fortin - Hong Kong - Rowena Lam - Islande - Gudmunda Hulda Johannesdottir - Inde - Naina Sudhir Balsavar - Indonésie - Julianti Rahayu - Irlande - Elaine Rosemary O'Hara - Israël - Rina Messinger - Italie - Diana Scapolan - Japon - Miyako Iwakuni | - Corée du Sud - Chung Kwang-hyun - Liberia - Laurine Wede Johnson - Luxembourg - Monique Wilmes - Malaisie - Teh-Faridah Ahmed Norizan - Malte - Mary Grace Ciantar - Mauritius - Marielle Tse-Sik-Sun - Mexique - Carla Jean Evert Reguera - Nouvelle-Zélande - Janey Kingscote - Nicaragua - Ivania Navarro Yenic - Mariannes du Nord - Candelaria Flores Borja - Norvège - Bente Lihaug - Panama - Carolina Maria Chiari - Papouasie-Nouvelle-Guinée - Eva Regina Arni - Paraguay - Nidia Fatima Cardenas - Pérou - Rocio Rita Lazcano Mujica - Philippines - Lizbeth de Padua - Porto Rico - Elizabeth Zayas Ortiz - Samoa américaines - Taliilani Ellen Letuli - Écosse - Carol Jean Grant - Singapour - Linda Tham - Afrique du Sud - Cynthia Classen - Espagne - Olga Fernandez Perez - Sri Lanka - Genevieve Bernedette Parsons - Saint-Martin - Angela Huggins - Suriname - Peggy Vandeleuv - Suède - Caroline Westerberg - Suisse - Isabelle Fischbacher - Thaïlande - Katareeya Areekul - Trinité-et-Tobago - Margaret Elizabeth McFarlane - Turquie - Manolya Onur - Uruguay - Leila Luisa Vinas Martinez - États-Unis - Barbara Elaine Peterson - Venezuela - Judith Josefina Castillo Uribe - Îles Vierges des États-Unis - Lorraine Patricia Baa - Pays de Galles - Sian Helen Adey-Jones - Yougoslavie - Svetlana Radojcic |